# Brento Sanico
Brento Sanico è un paese disabitato, sito nel comune di Firenzuola (Provincia di Firenze) nel cuore dell'Appennino tosco-romagnolo. Il nome è di origine germanica e si riferisce al fatto che il paese è "ben protetto dalle intemperie del vento".

## Posizione
L'abitato è ad un'altitudine di circa 628 metri e sovrasta la Valle del Santerno; è servito da una strada lastricata ed è raggiungibile a piedi in circa un'ora dalla Pieve di San Pellegrino. Sono presenti alcuni segnali ad indicare la strada. 
Il borgo è situato poco sotto la cava di Pietra Serena "La tana del lupo". La zona è nota perché è uno dei luoghi dove si estrae un particolare tipo di arenaria, la "pietra serena", roccia con la quale sono stati costruiti moltissimi monumenti a Firenze, in Toscana e in Romagna.

## Storia

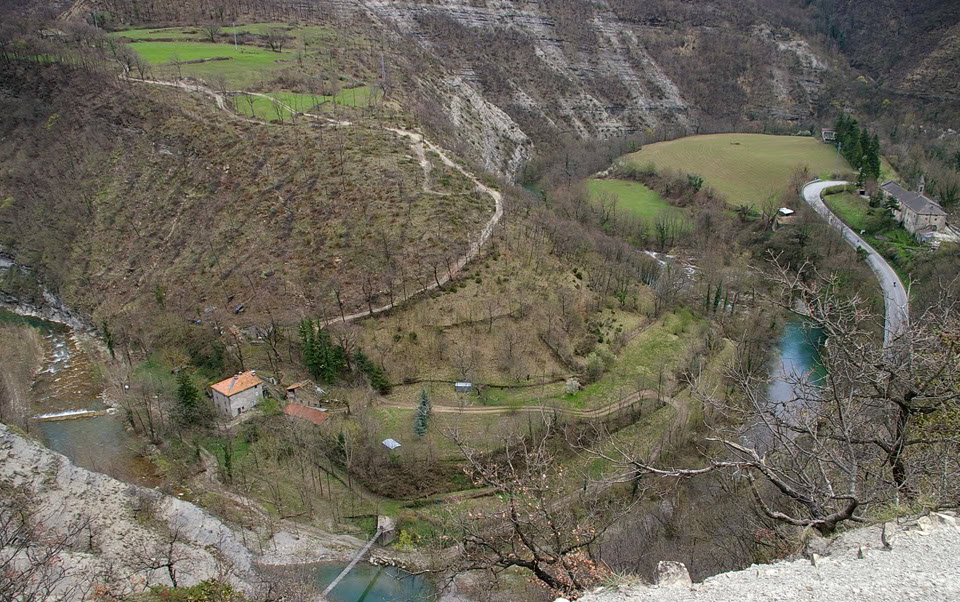
Veduta della valle del Santerno dalla strada

Secondo i documenti consultabili presso gli archivi comunali di Firenzuola, nel 1843 a Brento Sanico vivevano circa ottanta persone. 
Era un luogo importante, poiché situato sull'unica strada che collegava la Romagna con la Toscana: i dazi imposti dai governanti ai viandanti erano parecchio elevati, poiché servivano per garantire la manutenzione di strade messe a dura prova da fango, pendenza, neve e pioggia.  Nonostante la sua importanza strategica, continuò ad essere un borgo tipicamente rurale che si sostentava attraverso la pastorizia, l'allevamento, la raccolta delle castagne e la coltura di grano, granturco e ortaggi. 
Negli anni trenta del XX secolo Brento era famoso per le feste ed il divertimento. Negli anni quaranta vi si poteva trovare anche una scuola: il comune di Firenzuola, infatti, incaricò un tecnico di rilasciare un certificato di abilitazione ad una stanza d'una casa privata, in modo che i pochi abitanti di Brento e delle cascine limitrofe potessero frequentare senza scendere a valle. 
Il paese risulta abbandonato dal 1951, quando l'ultima famiglia registrata si trasferì a valle, nella frazione firenzuolina di San Pellegrino. Il motivo dell'abbandono del paese fu la costruzione delle moderne autostrade e strade statali nel periodo post-bellico, costruzione che tolse a Brento la sua importanza strategica.

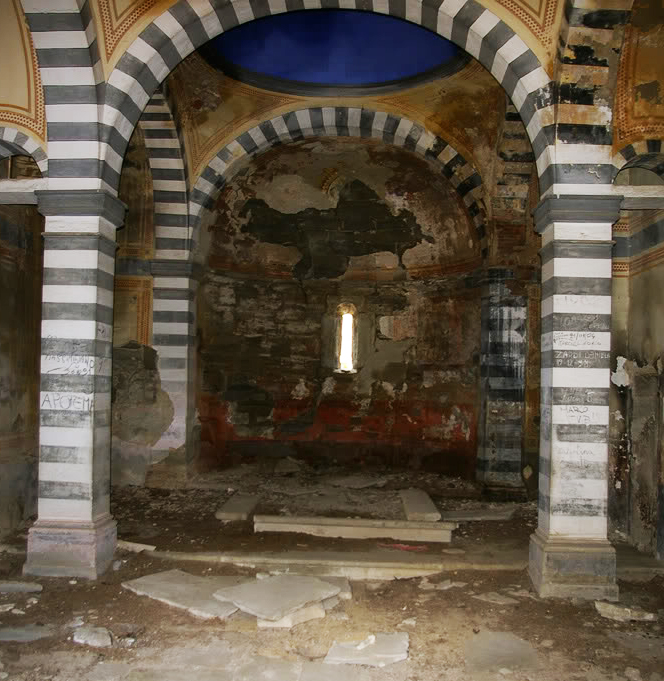
Abside della chiesa

Recentemente, le case sono state acquistate all'asta da un sacerdote romagnolo che, insieme ad alcuni volontari, si sta occupando del recupero del borgo.

## Architettura del paese

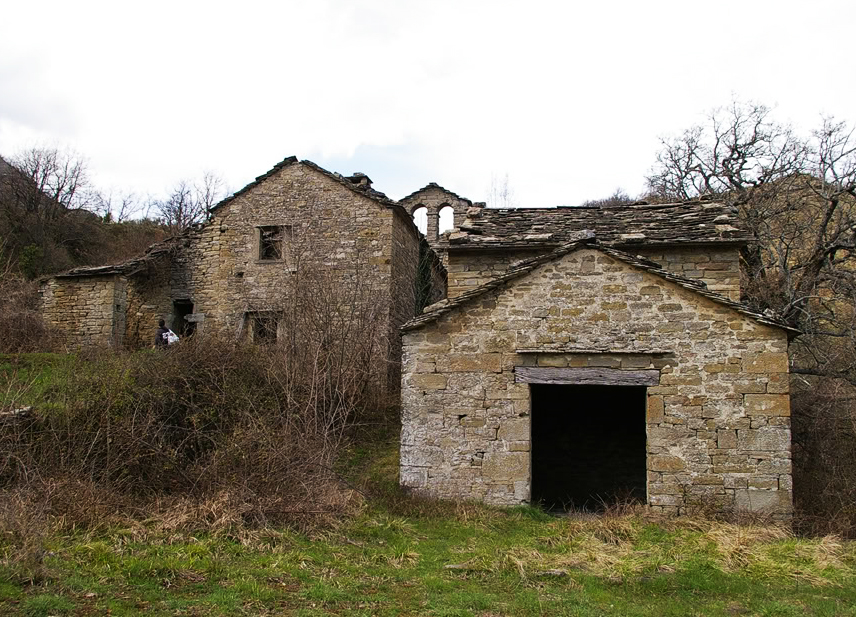
Ingresso del paesino dal lato Sud

Nel paese attualmente restano soltanto ruderi, ad eccezione della chiesa che si è mantenuta in buono stato. Le case sono tutte costruite in pietra locale con gli interni intonacati e i tetti in pietra, interamente costruiti con lastroni intagliati da pietre locali, tenuti fermi all'estremità da comuni sassi dalle forme più disparate. Varie piante infestanti e rampicanti rendono disagevole il passaggio.

## Chiesa di San Biagio

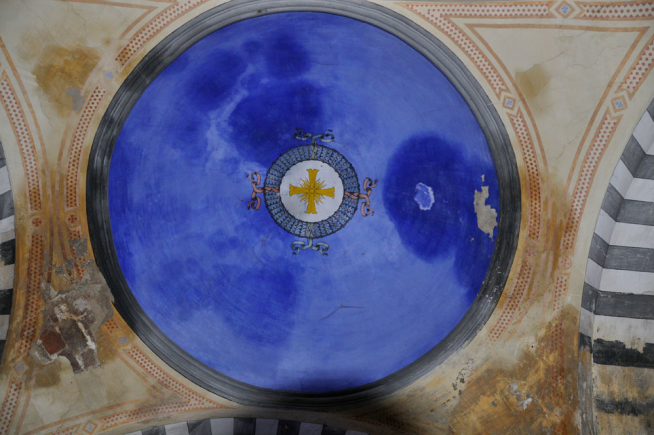
Volta blu della chiesa

La chiesa dedicata a San Biagio, con campanile a vela, è architettura tipica degli antichi centri appenninici. Fu oggetto di due importanti interventi di restauro, uno nel 1860 ed un altro nel 1917; presumibilmente, nel 1860 la chiesa venne anche ingrandita, cambiando la fisionomia originale.
La bicromia tra pietre scure e pietre chiare caratterizza gli archi interni della chiesa; l'abside è interamente realizzato con pietra locale. I colori degli interni sono ancora vivissimi, soprattutto il blu notte della cupola. Da studi effettuati negli anni 90  risulta che al di sotto della tinta giallo paglierino che caratterizza gli interni della chiesa, ci siano affreschi ben conservati databili al XV-XVI secolo; uno in particolare raffigurerebbe un angelo. 
All'interno della chiesa sono presenti resti umani appartenuti ad abitanti vissuti nell'800.